# Даяна Мунц
Даяна Мунц (англ. Diana Munz, 19 червня 1982) — американська плавчиня.
Олімпійська чемпіонка 2000 року, призерка 2004 року.
Чемпіонка світу з водних видів спорту 2003 року, призерка 1998, 2001 років.
Переможниця Пантихоокеанського чемпіонату з плавання 2002 року, призерка 1997 року.